# Champ-sur-Barse
Champ-sur-Base ist eine französische Gemeinde mit 26 Einwohnern (Stand: 1. Januar 2022) im Département Aube in der Region Grand Est (vor 2016 Champagne-Ardenne); sie gehört zum Arrondissement Bar-sur-Aube und ist Teil des Kantons Vendeuvre-sur-Barse. 

## Geographie
Die bäuerlich geprägte Gemeinde liegt im Regionalen Naturpark Forêt d’Orient am Fluss Barse.

## Bevölkerungsentwicklung
| Jahr                      | 1962 | 1968 | 1975 | 1982 | 1990 | 1999 | 2006 | 2011 | 2016 |
| Einwohner                 | 53   | 42   | 43   | 46   | 45   | 34   | 34   | 34   | 27   |
| Quelle: Cassini und INSEE |      |      |      |      |      |      |      |      |      |

## Sehenswürdigkeiten

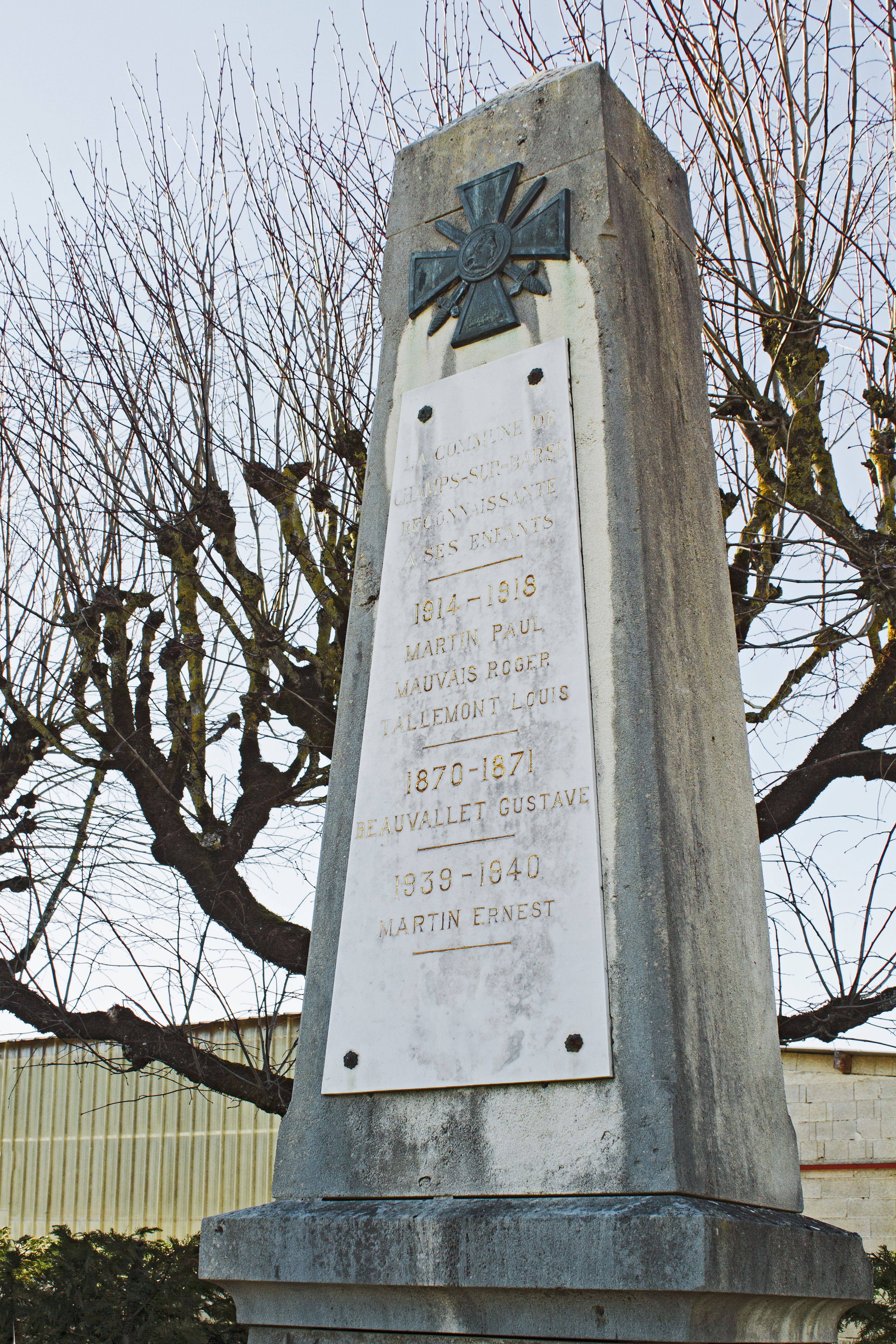
Kriegerdenkmal

- Mairie (Rathaus) aus dem Jahr 1891
- Kriegerdenkmal